# Rura Crookesa

Schemat rury Crookesa

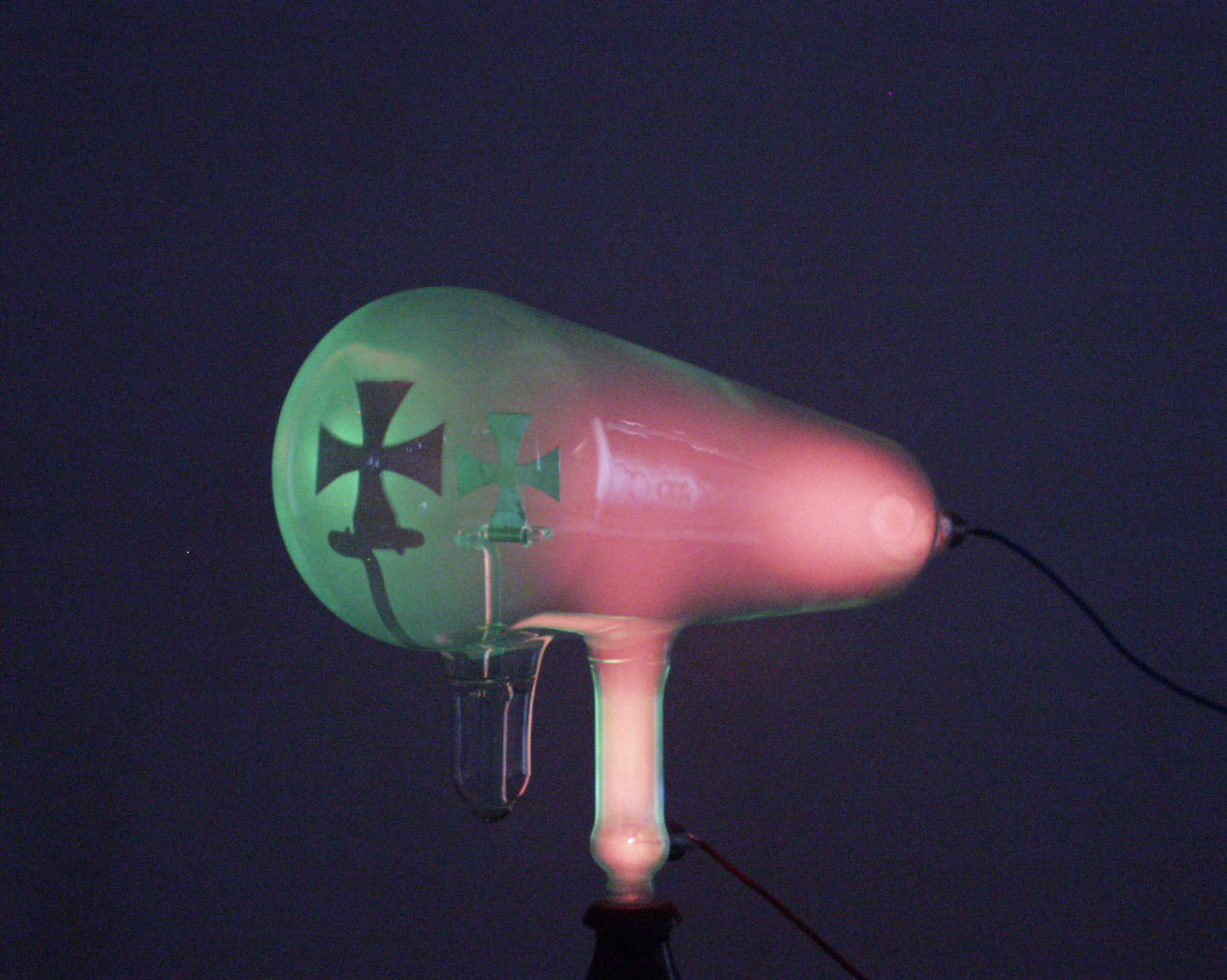
Fotografia działającej rury Crookesa

Rura Crookesa – rodzaj lampy wyładowczej, urządzenie demonstrujące prostoliniowy przebieg tak zwanych promieni katodowych, czyli elektronów przemieszczających się w próżni między elektrodami. Urządzenie zostało wynalezione, zbudowane i zaprezentowane w 1879 roku przez angielskiego fizyka Williama Crookesa. 
Samo zjawisko promieni katodowych zostało odkryte przez, między innymi (prace równocześnie prowadziło kilku badaczy), Johanna Hittorfa około roku 1869. 

## Zasada działania
Rura Crookesa jest podłużną próżniową bańką szklaną z dwiema elektrodami. Pod wpływem wysokiego napięcia (do 100 kV) jony obecne naturalnie w resztkowym gazie wypełniającym rurę ulegają silnemu przyspieszeniu. Jony dodatnie (kationy) uderzając w elektrodę ujemną (katodę) wybijają z niej elektrony, które migrują z dużą prędkością w stronę elektrody dodatniej (anody). Część z nich z powodu dużego pędu może minąć anodę i uderzyć w przeciwległą ścianę naczynia, wzbudzając elektrony w atomach molekuł szkła, które – wracając do stanu podstawowego – emitują energię w postaci, między innymi, światła widzialnego. Efektem wizualnym jest „cień” odpowiadający kształtem anodzie.
Oryginalnym kształtem anody w rurze zaprezentowanej przez Crookesa w roku 1879 był krzyż maltański.

## Zastosowania
Pierwotnie rura Crookesa wyposażona była w zimną katodę, co wymagało bardzo wysokich napięć do wybicia elektronów. Późniejsze praktyczne urządzenia oparte na podobnym zjawisku (np. triody lub pentody) miały podgrzewaną katodę, co umożliwiało operowanie przy niższych napięciach.
Johann Hittorf za pomocą rury Crookesa udowodnił później, że promienie katodowe (ruch elektronów) mogą być zakrzywiane w polu magnetycznym. Zjawisko to było podstawą rozwoju telewizji – pozwoliło na konstrukcję kineskopów używanych w telewizorach; jest też wykorzystywane w lampach oscyloskopowych.
W 1895 roku Wilhelm Röntgen podczas eksperymentów z rurą Crookesa odkrył promienie X. Promieniowanie to powstaje gdy rozpędzone elektrony hamowane są w materiale anody i w szkle. Rury Crookesa były używane jako źródło promieniowania w pierwszych aparatach rentgenowskich.